# Залесье (Приморский край)
Зале́сье — село в Партизанском городском округе Приморского края.

## География
Село Залесье стоит в верховьях реки Мельники (правый приток реки Партизанская).
Дорога к селу Залесье идёт на север от Углекаменска через сёла Авангард и Мельники.
Расстояние до села Мельники около 10 км, до Углекаменска около 25 км, до центральной части города Партизанска около 40 км.
На восток от села Залесье имеется выезд на автодорогу между сёлами Сергеевка и Молчановка Партизанского района, а на северо-запад идёт дорога к верховьям реки Арсеньевка и к посёлку Скворцово Анучинского района.

## Население
| 2002 | 2010 |
| ---- | ---- |
| 121  | ↘90  |

## Улицы
| - ул. Зелёная, - ул. Первомайская, | - ул. Центральная, - ул. Школьная. |